# (30928) Jefferson
(30928) Jefferson ist ein Asteroid des mittleren Hauptgürtels, der von dem belgischen Astronomen Eric Walter Elst am 9. Oktober 1993 am La-Silla-Observatorium der Europäischen Südsternwarte in Chile (IAU-Code 809) entdeckt wurde.
Der mittlere Durchmesser des Asteroiden wurde mit 6,456 (±0,231) km berechnet.
Mittlere Sonnenentfernung (große Halbachse), Exzentrizität und Neigung der Bahnebene des Asteroiden entsprechen grob der Maria-Familie, einer nach (170) Maria benannten Gruppe von Asteroiden.
(30928) Jefferson wurde am 9. April 2009 nach Thomas Jefferson benannt, dem dritten Präsident der Vereinigten Staaten.